# Alexandra Shiriáyeva
Alexandra Alexándrovna Shiriáyeva –en ruso, Александра Александровна Ширяева– (Leningrado, URSS, 9 de febrero de 1983) es una deportista rusa que compitió en voleibol, en la modalidad de playa. Ganó una medalla de oro en el Campeonato Europeo de Vóley Playa de 2006.

## Palmarés internacional
| Campeonato Europeo | Campeonato Europeo     | Campeonato Europeo | Campeonato Europeo |
| Año                | Lugar                  | Medalla            | Pareja             |
| ------------------ | ---------------------- | ------------------ | ------------------ |
| 2006               | La Haya (Países Bajos) | Medalla de oro     | Natalia Uriadova   |